# Сервіси Google Play
Сервіси Google Play — це пропрієтарний пакет програмного забезпечення, створений Google для встановлення на пристроях Android. Він складається з фонових служб і бібліотек, які використовуються мобільними програмами, запущеними на пристрої. Представлений у 2012 році, він надавав доступ до API Google+ і OAuth 2.0. Потім він розширився, аби охопити різноманітні сервіси Google, дозволяючи програмам спілкуватися зі службами за допомогою звичайних засобів.
Сервіси пакетів включають відстеження розташування та геозонування, послуги єдиного входу в обліковий запис, відстеження здоров’я та фізичної форми користувачів, обробку платежів, інтегровану рекламу та сканування безпеки. Багато програм на пристроях Android залежать від використання Сервісів Google Play, а пакет вимагає від користувача використання облікового запису Google і згоди з умовами використання Google. Для розповсюдження Сервісів Google Play на пристрої Android потрібна ліцензія від Google, яка за контрактом забороняє виробникам пристроїв виробляти пристрої Android, несумісні зі специфікаціями Android Google.

## Послуги
Ігрові сервіси Google Play можуть використовуватися розробниками застосунків, щоб забезпечити змагальний і соціальний досвід за допомогою таблиць лідерів, досягнень і багатокористувацьких сеансів. API збережених ігор доступний для синхронізації збережених ігор у хмарній інфраструктурі Google. API розташування надають специфікації щодо технологій визначення місцезнаходження, забезпечуючи API геозонування для планування певних дій, коли користувач входить або залишає певні географічні кордони, Fused Location Provider отримує інформацію про місцезнаходження, таку як зменшення споживання електроенергії та розпізнавання активності, щоб дозволити програмам адаптуватися до поточної дії користувача (наприклад, їзда на велосипеді, ходьба тощо).
Google Sign-in Android API забезпечує єдиний вхід, автентифікацію користувача в програмах за допомогою облікових даних облікового запису Google .  Google Maps Android API дозволяє додаткам включати Google Maps або Street View без необхідності відкривати окрему програму, забезпечуючи повний контроль над камерою та надаючи засоби додавання користувацьких маркерів і накладень на карту.  Google Drive Android API дозволяє використовувати Google Drive як структуру зберігання, забезпечуючи пошук і синхронізацію документів разом з іншими інструментами обробки файлів.  Google Cast Android API додає функції трансляції, щоб дозволити програмам Android відображати вміст на телевізорах за допомогою Google Cast, а також надає різні помічники для поширених типів аудіо, відео та зображень. 
Google Mobile Ads інтегрує рекламу в програми, що дозволяє монетизувати за допомогою націлювання реклами на основі таких факторів, як місцезнаходження користувача.  Google Pay API дозволяє купувати послуги та товари через Google Pay.  Інші API включають API Google Fit, методи автентифікації облікового запису та Google Analytics. 
Сервіси Google Play використовуються майже всіма програмами Google, які мають повноваження на системному рівні. Усі основні служби Android контролюються Сервісами Google Play, і багато програм сторонніх розробників також залежать від них. Без цього та вимоги щодо входу за допомогою облікового запису Google програми можуть не працювати належним чином. 
Google Play Protect - це об'єднання систем безпеки Android. У 2019 році компанія оголосила, що програмне забезпечення сканує 50 мільйонів додатків на день.  6 листопада 2019 року Google оголосив про створення App Defense Alliance. Партнери можуть надіслати Google Play Protect запит на аналіз програми. Результати надсилаються партнеру, а Google Play Protect отримує результати від партнерів. Станом на листопад 2019 року партнерами App Defense Alliance є: ESET, Lookout і Zimperium.

## Оновлення
Сервіси Google Play автоматично оновлюються через Google Play на пристроях з Android 5.0 або вище. Це означає, що Google може надавати оновлення без необхідності стороннім виробникам оновлювати мікропрограму Android, обходячи сумнозвісну для продуктів Android фрагментацію платформи.

## Занепокоєння
Android Open Source Project (AOSP) був анонсований у 2007 році та функціонував як базова система для всіх OEM-виробників і модифікацій мікропрограм, таких як CyanogenMod і LineageOS. Різні програми AOSP було перенесено в Google Play із закритою моделлю. Багато програм (таких як Lyft, Uber і багато програм Google, як-от Gmail і YouTube) працюють лише тоді, коли доступний і ввімкнений пакет Сервісів Google Play.
Для розповсюдження Сервісів Google Play як частини пакета програм Google потрібна ліцензія від Google, яка за контрактом забороняє виробникам пристроїв виробляти пристрої Android, несумісні зі специфікаціями Android Google. Інші, хто зацікавлений у зміні системи Android, повинні або відмовитися від Сервісів Google Play, або отримати пакет програм Google із пристрою, на якому вони попередньо встановлені, або з неофіційного джерела.